# Samuel Nnamani
Samuel Onyedikachuwu Nnamani, född 3 juni 1995, är en nigeriansk fotbollsspelare.

## Karriär
Inför säsongen 2018 värvades Nnamani av AFC Eskilstuna. Han debuterade i Superettan den 7 april 2018 i en 2–0-förlust mot Falkenbergs FF. Nnamani gjorde totalt 12 mål på 27 matcher i Superettan 2018. Den 31 mars 2019 gjorde han allsvensk debut samt sitt första allsvenska mål i en 3–1-vinst över IFK Göteborg.
I januari 2021 värvades Nnamani av sydkoreanska Jeonnam Dragons.